# Trinity House

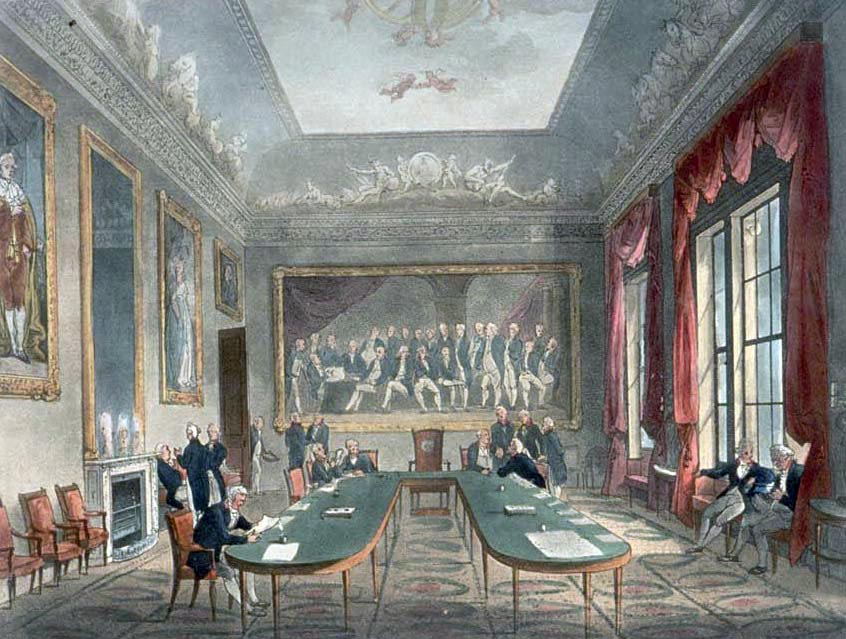
Schůze v Trinity House kolem roku 1808

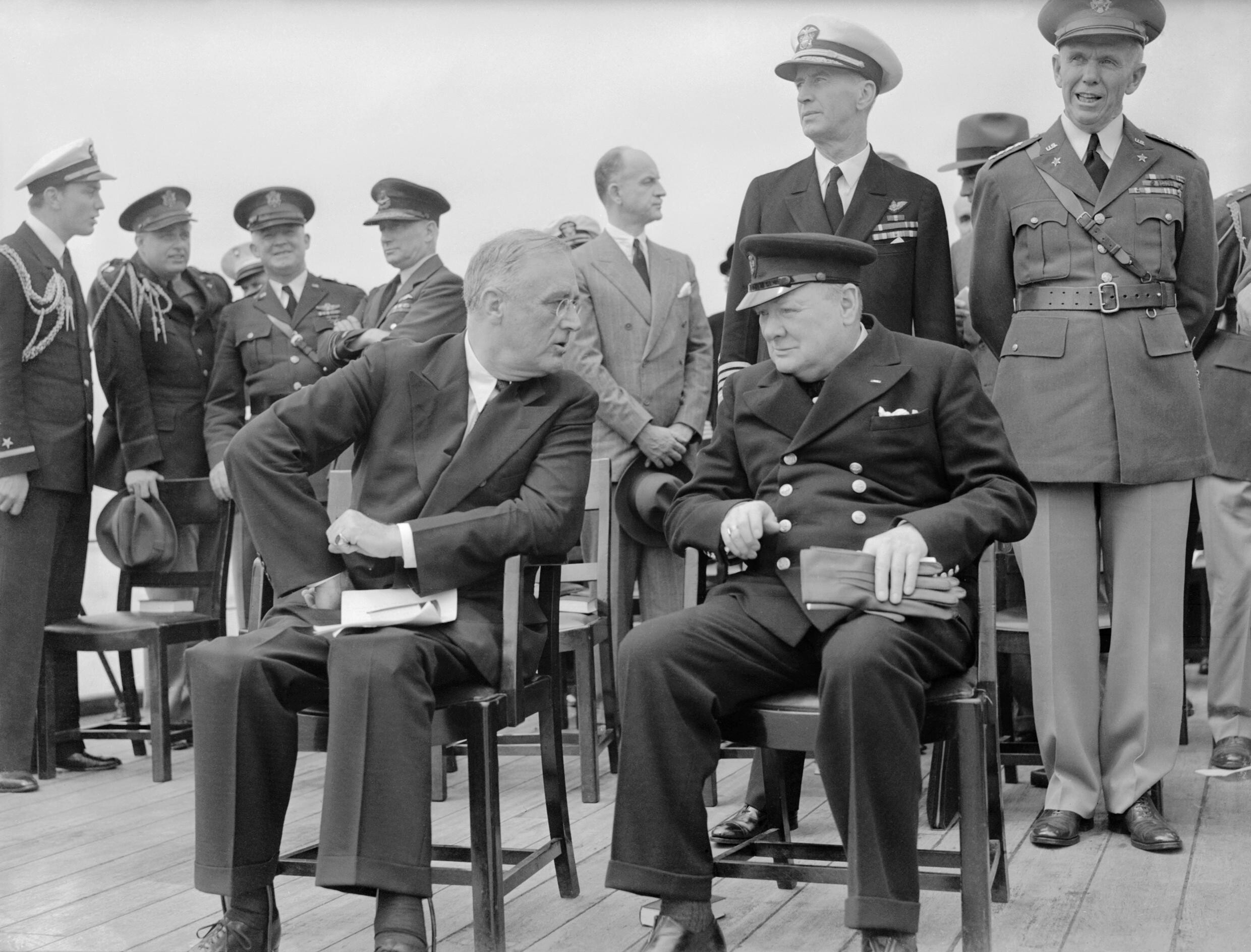
Winston Churchill v uniformě Trinity House během příprav Atlantické charty

Trinity House, přesněji Společnost Trinity House z Deptford Strondu, formálně The Master, Wardens and Assistants of the Guild Fraternity or Brotherhood of the most glorious and undivided Trinity and of St Clement in the Parish of Deptford Strond in the County of Kent (Náčelník, dozorci a asistenti cechovního bratrstva či Bratrstva nejslavnější a nerozdělené Trojice a svatého Klementa ve farnosti Deptford Strond v hrabství Kent) je úřad pro výstavbu, provoz a řízení majáků v Anglii, Walesu, na Normanských ostrovech a v Gibraltaru. Trinity House rovněž zodpovídá za zřizování, zaopatřování a údržbu dalších pomocných navigačních zařízení, jako jsou majákové lodě, bóje a námořní rádiové/satelitní komunikační systémy. Je také oficiálním lodivodským orgánem, který dodává zkušené profesionální lodivody lodím provozujícím námořní obchod v severoevropských vodách.
Trinity House je též námořní charitou, která vyplácí peníze na péči o penzionované námořníky, na výcvik posluchačů námořních škol a na podporu bezpečnosti na moři. V rozpočtovém roce, který končil v březnu 2013, vydala na podporu svých charitativních projektů přibližně 6,5 milionu liber šterlinků.
Peníze na financování provozu majáků a dalších pomocných navigačních zařízení pocházejí z poplatků za osvětlení, které musí platit lodě využívané k obchodním účelům, včetně výletních lodí, pokud využijí služeb některého z přístavů na Britských ostrovech. Výše těchto poplatků se určuje podle registrované tonáže plavidla. Jejich sazbu každoročně stanovuje britské ministerstvo dopravy. Peníze na charitativní účely pocházejí z jiných zdrojů.

## Historie

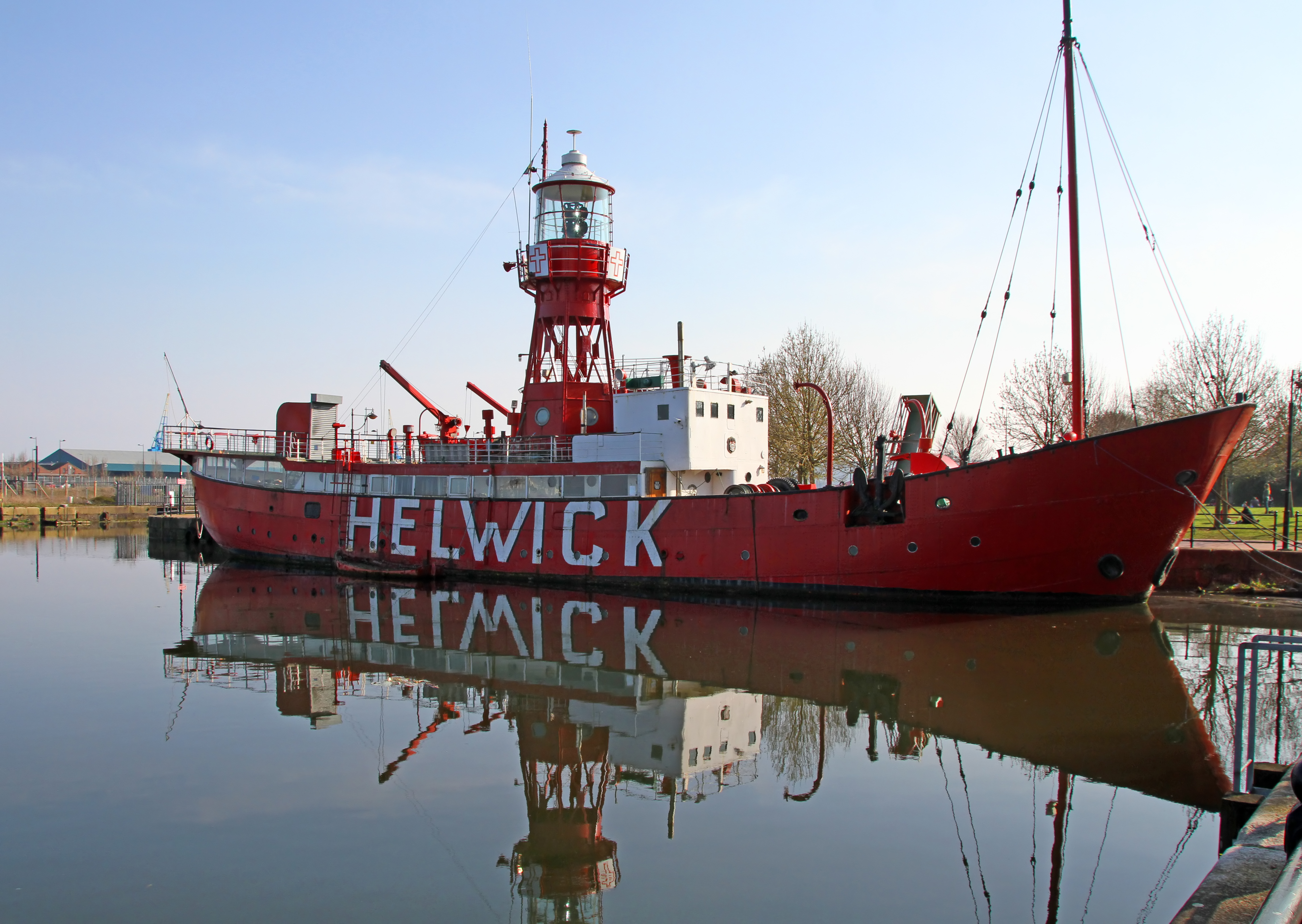
Majáková loď

Společnost Trinity House z Deptford Strondu byla ustanovena roku 1514 královskou chartou „Náčelník, dozorci a asistenti cechovního bratrstva či Bratrstva nejslavnější a nerozdělené Trojice a svatého Klementa ve farnosti Deptford Strond ‎‎‎v hrabství Kent“ vydanou Jindřichem VIII. Tato listina vznikla na základě žádosti cechu depfordských lodníků z 19. března 1513. Jeho členy znepokojovalo neuspokojivé počínání řádně neustanovených lodivodů na Temži, a proto žádali krále, aby jim vydal koncesi pro řízení lodivodské činnosti.
Prvním náčelníkem společnosti se stal Thomas Spert, navigační důstojník na válečných lodích Jindřicha VIII. Mary Rose a Henry Grace à Dieu. Jméno společnosti je odvozeno od Nejsvětější Trojice (Trinity) a svatého Klementa, patrona námořníků a rybářů. Jejím hlavním posláním bylo: zlepšovat znalosti a dovednosti lodníků, řídit činnost těch, kdo na sebe berou odpovědnost za řízení lodí, a dbát na pořádek v záležitostech lodní dopravy včetně urovnávání rozporů způsobených touto činností.
V roce 1566 umožnila královna Alžběta I. svým zákonem o vodních návěstidlech společnosti Trinity House budovat majáky, bóje a další výstražná zařízení k ochraně lodí. Roku 1594 převzala Trinity House z rukou lorda velkoadmirála správu všech veřejných bójí, signálních věží, majáků a ostatních výstražných zařízení v království, což bylo stvrzeno úřední listinou 11. června téhož roku.
Roku 1836 obdržela společnost oprávnění vybírat poplatky od posledních majitelů soukromých majáků a začala s přestavbou a modernizací majáků ve svém vlastnictví.
Za 1. světové války plnila Trinity House řadu úkolů: označovala bójemi lodní trasy a námořní operace, přemísťovala majákové lodě a zřídila stovky výstražných bójí. Za 2. světové války udržovala značení námořních tras pro spojenecké konvoje. Její lodivodská služba doprovázela za nebezpečných podmínek lodě do přístavů. Při hromadné evakuaci spojeneckých vojáků z pláží a přístavu v Dunkerque ve Francii ve dnech 27. května – 4. června 1940 pomáhala spousta jejích lodivodů navádět plavidla k francouzským plážím a zpět do hlubších vod.
V noci 29. prosince 1940 bylo sídlo Trinity House zničeno při nejničivějším náletu na Londýn. V úplně zdemolovaném vnitřku budovy byly nenávratně zničeny cenné archivní materiály a předměty. Zrestaurovanou budovu slavnostně otevřela 21. října 1953 královna Alžběta II.
V rámci příprav na Vylodění v Normandii 6. června 1944 umístila Trinity House 73 světelných bójí a 2 majákové lodě, které vyznačovaly bezpečnou trasu pro vyloďovací plavidla. Lodivodi společnosti odpovídali za bezpečnost všech zúčastněných obchodních plavidel a rovněž mnoha podpůrných lodí. V měsících, jež následovaly po Dni-D, navádělo 88 říčních a 115 námořních lodivodů téměř 5000 lodí. Lodivodi přitom drželi nepřetržitou službu.
V roce 1969 zahájila Trinity House výměnu obsluh majáků stojících mimo pevninu pomocí vrtulníků. Helikoptéry tak nahradily do té doby používaná plavidla, jejichž značná závislost na slušném počasí mnohdy způsobila i několikatýdenní odklady výměn, bylo-li moře příliš rozbouřené.
Trinity House sehrála významnou roli při realizaci systému námořních navigačních bójí Mezinárodního sdružení správ majáků (IALA). Položení první bóje u Doveru 15. dubna 1977 sledovali zástupci 16 států.
Kolem roku 1960 působilo v Británii asi 500 lodivodů s osvědčením vydaným Trinity House. Z tohoto počtu jich kolem 350 působilo v oblasti Velkého Londýna a staralo se zhruba o 60 % celostátního objemu vodní dopravy. Zákon o lodivodských službách z roku 1987 umožnil společnosti Trinity House, aby postoupila svoji odpovědnost za poskytování oblastních lodivodských služeb různým místním přístavním správám a stala se místo toho licenčním úřadem pro lodivodské služby na širém moři.
Dne 9. června 1989 byla z Lamanšského průlivu odtažena poslední majáková loď s lidskou obsluhou.
Slavnost k dokončení programu automatizace majáků proběhla na majáku North Foreland v Kentu 26. listopadu 1998 za účasti tehdejšího náčelníka společnosti vévody z Edinburghu a posledních šesti strážců majáku.
V roce 2011 vystřídala vévodu z Edinburghu na postu náčelníka Trinity House jeho dcera princezna Anna. Při procesí 670 lodí v rámci diamantového jubilea královny Alžběty 3. června 2012 se Královská princezna plavila po Temži na palubě Motorové lodi Trinity House č. 1.